# Pegasus (Satellit, 2017)
Pegasus war ein Kleinsatellit, der gemeinsam von der Fachhochschule Wiener Neustadt, dem TU Wien Space Team (eine studentische Gruppe an der Technischen Universität Wien) und der Space Tech Group entwickelt wurde.

## Vorgeschichte
2013 wurde das Institut für Aerospace Engineering der Fachhochschule Wiener Neustadt von dem Von Karman Institut für Strömungsmechanik eingeladen, am internationalen Projekt QB50 teilzunehmen. Dieses hatte zum Ziel, bis zu 50 Nanosatelliten, auch als Cubesats bezeichnet, in der Thermosphäre freizusetzen.
Das wissenschaftliche Ziel bestand darin, über einen Zeitraum von bis zu neun Monaten Informationen über die dort herrschenden Bedingungen zu sammeln. Jedes teilnehmende Team musste sich für eines von drei Instrumenten auf seinem Satelliten entscheiden, mit denen Ionen und Neutralteilchen, atomarer Sauerstoff oder Elektronendichte und -temperatur untersucht werden. Dazu war geplant, die Satelliten alle gemeinsam zu starten und wie an einer Perlenkette aufgefädelt im gleichen Orbit hintereinander fliegen zu lassen. Durch das natürliche Auseinandertreiben bei der Freisetzung der Satelliten sollte so ein Netz an Sensoren entstehen.

## Missionsziele
- Möglichst vielen Studenten eine Teilnahme an dem Projekt ermöglichen, dazu werden
  - möglichst viele Bauteile selbst entwickelt und gebaut.
- Konstruktion des Satelliten
- Betrieb des Satelliten mit Datenerfassung der Sensoren

## Technik und Instrumente
Pegasus war mit einer Nadel-Langmuir-Sonde ausgerüstet, die an der Universität Oslo einwickelt wurde. Mit diesem Instrument konnten Elektronendichte, Elektronentemperatur und Plasmapotential ermittelt werden. Die gesammelten Daten sollten helfen, die Plasmazustände in der oberen Atmosphäre und ihre Auswirkung auf das globale Klima besser zu verstehen.
Sekundär-Nutzlast war ein an der FH Wiener Neustadt entwickelter gepulster Plasma-Antrieb, der im Weltraum getestet wurde. Dieser Antrieb bestand aus vier Miniaturantrieben, die einzeln angesteuert werden konnten. Für den Betrieb aller vier Antriebe waren weniger als 2,5 W (bei 1 Hz Entladungsfrequenz) notwendig, die in ein Delta v von etwa 5,5 m/s umgewandelt wurden.
Weitere Systeme, die zum Betrieb des Satelliten notwendig waren, umfassten einen Bordcomputer, Lage- und Bahnregelungssystem, Global Positioning System, Sende-/Empfangseinrichtung mit zwei Dipolantennen, Lageregelung mittels Magnettorquer, Temperaturregelungssystem, 16 Solarzellen und zwei Batterien.
Um Fehlerquellen zu reduzieren, wurde bereits beim Design versucht, wichtige Elemente in die Trägerstruktur des Satelliten zu integrieren. So wurden das Bussystem, das Lageregelungssystem und die Solarzellen in die Struktur integriert, wodurch komplett auf Kabel verzichtet werden konnte. Bis auf die Antenne, das GPS und das wissenschaftliche Instrument wurden alle Systeme vom Pegasus-Team selbst entwickelt und gebaut.

## Missionsablauf
Pegasus wurde am 23. Juni 2017 durch eine PSLV-XL-Trägerrakete vom indischen Raketenstartplatz Satish Dhawan Space Centre in eine sonnensynchrone Umlaufbahn gebracht. Mit an Bord waren 30 weitere Satelliten, sieben davon ebenfalls im Rahmen des QB50-Projektes gestartet. Drei Stunden nach dem Start empfing die Bodenstation Langenlebarn (Niederösterreich) die ersten Signale. Weitere Bodenstationen befinde sich in Wiener Neustadt und in Vorarlberg.
Nach den Tests und Kalibrierungen der Instrumente im Orbit startete der reguläre Betrieb mit Messungen in der Thermosphäre. Der Satellit sendet unter dem Rufzeichen ON03AT Telemetriedaten auf 436,670 MHz.
Im Februar 2020 war der Satellit weiterhin in Betrieb; die meisten der Subsysteme funktionierten nominell. Schwierigkeiten machte das Bakensignal, das alle 30 Sekunden gesendet werden soll. Zu manchen Zeiten wurde es nicht gesendet. Analysen des Verhaltens deuteten auf eine erhebliche Schwächung der Batterien hin (Kapazitätsverlust). Eine mögliche Erklärung dafür ist die seit Missionsbeginn defekte Temperaturregelung der Batterien.
Der Satellit trat am 9. Januar 2024 in tiefere Schichten der Erdatmosphäre ein und verglühte.